# Azim Isabekov
Azim Bejsjembajevitj Isabekov (Азим Бейшенбаевич Исабеков), född 4 augusti 1960, var Kirgizistans premiärminister från 29 januari till 29 mars 2007. 
Isabekov föddes i Arasjan i Tjüj oblast i Kirgizistan. Han är utbildad ekonom vid det kirgiziska statliga nationaluniversitetet sedan 1986. År 1997 blev han stabschef hos Kurmanbek Bakijev då denna var guvernör i Tjüj. Isabekov fortsatte att arbeta för Bakijev då denne var landets premiärminister från 2000 till 2002. Då Bakijev blev president 2005 kom Isabekov med i regeringen. 
Han blev premiärminister den 29 januari 2007, och efterträdde Feliks Kulov, sedan denne röstats ner två gånger i nationalförsamlingen, varpå Isabekov godkändes med 57 mot 4 röster. 
Den korta tiden som premiärminister berodde på en konflikt mellan Isabekov och resten av regeringen. Isabekov framförde att han ville ha nya personer i regeringen, och han lät den 28 mars avskeda flera ministrar. Detta avvisades av president Bakijev och Isabekov lämnade sin post dagen därpå. Avgången beviljades och han ersattes av Almazbek Atambajev, som godkändes av parlamentet den 30 mars.